# Milton Keynes Dons
Milton Keynes Dons (offiziell: Milton Keynes Dons Football Club) – auch bekannt als The Dons – ist ein seit 2004 existierender englischer Fußballverein aus Milton Keynes in Buckinghamshire. Er wird vom englischen Fußballverband FA als offizieller Nachfolger des FC Wimbledon angesehen, der im Süden Londons zu Hause war. Die Anhänger des früheren Klubs haben ihre Unterstützung wegen des Umzugs mehrheitlich verweigert und gründeten mit dem AFC Wimbledon ihren eigenen Verein.

## Geschichte

Logo des FC Wimbledon

Der 1889 gegründete Vorgängerverein FC Wimbledon wurde 1977 in die Football League aufgenommen. Größter Erfolg war der Gewinn des FA Cups am 14. Mai 1988 durch einen 1:0-Finalsieg gegen den FC Liverpool. Außerdem wurde 1963 der Amateur-Cup gewonnen. Auch der Zuschauerrekord von 30.115 Besuchern im Premier-League-Spiel gegen Manchester United vom 9. Mai 1993 stammt noch aus der Zeit als FC Wimbledon.
Die Geschichte der Milton Keynes Dons begann in den späten 1990er Jahren, als der im Musikgeschäft tätige Unternehmer und Förderer seiner Stadt Pete Winkelman einen Spitzenfußballverein in Milton Keynes installieren wollte. Die Stadt besaß mit Milton Keynes City bereits einen Klub, der in der Spartan South Midlands League, einer achten Liga im englischen Fußball, spielte. Winkelman verfolgte nun nicht die Strategie, durch gezielte Investitionen diesem bestehenden Verein zu sportlichen Fortschritten zu verhelfen. Im Gegensatz zu beispielsweise Max Briggs, Eigentümer von Dr. Martens, der bei dem Nachbarverein Rushden & Diamonds mit seiner Neugründung durch eine Fusion auf bereits bestehende Strukturen zurückgriff, plante Winkelman den Bau eines großen, modernsten FIFA-Ansprüchen genügenden, Stadionkomplexes. Die Möglichkeit zur Finanzierung erschien günstig, da in einer größeren Werbekampagne die Errichtung eines nahegelegenen ASDA- und Ikea-Geschäfts nebst einer Haupteisenbahnstation in der Stadt geplant wurde. Da er vermutete, dass mögliche Geldgeber das Stadion für ein nur mäßig beliebtes Amateurteam nicht finanzieren wollten, begann er mit der Suche nach einem Profiverein aus einer anderen Stadt, der bereit für einen Umzug nach Milton Keynes war.
Ab 1998 machte Winkelman Vereinen ein Umzugsangebot, die sich zumeist in finanziellen Schwierigkeiten befanden. Jedoch lehnten nacheinander die Vereine FC Barnet, Luton Town und die Queens Park Rangers seine Offerten ab. Der FC Wimbledon hingegen, der bereits einige Jahre außerhalb der Heimat ansässig war, wurde zum bevorzugten Objekt für Winkelman. Er überzeugte Wimbledons Vereinsführung davon, mit einem Umzug einen Neubeginn realisieren zu können. Am 28. Mai 2002 akzeptierte die FA, trotz allgemeiner Ablehnung in der Öffentlichkeit (vor allem aber unter den Anhängern des FC Wimbledon), den Wechsel nach Milton Keynes. 15 Monate später war der Wechsel für den Verein, der 20 Millionen Pfund Schulden angesammelt hatte und in ein Insolvenzverfahren gehen musste, fertiggestellt.
In der Saison 2003/04 wurde der Verein von einem Insolvenzverwalter betreut, und einige der besten Spieler mussten verkauft werden. Der Verein stieg daraufhin nach einer schwachen Saison in die Football League One (ehemals Second Division) ab. Im Sommer 2003 finanzierte Winkelman dann die Umrüstung des National Hockey Stadium in ein Fußballstadion, die den Umzug des FC Wimbledon in das neue Stadion im September 2003 zur Folge hatte. Im Frühling des Jahres 2004 hatte der Verein seine Schulden nach beendetem Insolvenzverfahren ausgeglichen und seinen Einkaufswert derart reduziert, dass Winkelman den Verein nun aufkaufte.

### Namenswechsel
Obwohl die FA in einer unabhängigen Kommission eine andere Empfehlung ausgesprochen hatte, verkündete Winkelman im Juni 2004, dass Wimbledon seinen Namen nun in Milton Keynes Dons ändern würde, nachdem er zuvor versprochen hatte, die Mehrheitsmeinung der eigenen Anhänger zu berücksichtigen. Obwohl der offizielle Fanklub sich einstimmig dafür aussprach, die Bezeichnung „Wimbledon“ beizubehalten, ignorierte Winkelman dies und ergänzte den Namen lediglich um den Zusatz „Dons“ (und nicht nur als Spitzname des Vereins), der die Vereinshistorie von Wimbledon entsprechend anerkennen sollte. Als der Verein am 1. Juli aus der Insolvenz wieder mit dem neuen Eigentümer erschien, beschloss Winkelman zudem, in diesem Fall ohne vorherige Beratung, die Einführung neuer Vereinsfarben. In den Vereinsabzeichen wird zudem mit MMIV auf den Zeitpunkt der Vereinsgründung hingewiesen. Ein Indiz Winkelmans ursprünglicher Absichten mag auch die Tatsache sein, dass er die Internet-Domäne MKDONS.COM bereits im Jahr 2000 registrieren ließ.

## Anerkennung des Fanklubs
Am 5. Juni 2005 wurde dem MK Dons Supporters Club erneut die Aufnahme in die nationale Vereinigung der Fanklubs Football Supporters’ Federation (FSF) mit 98 gegen 44 Stimmen verweigert. Eine Annäherung wird allgemein für möglich gehalten, falls zwei von der FSF aufgestellte Forderungen umgesetzt werden, deren Erfüllung jedoch nicht in der Macht des Fanklubs der Milton Keynes Dons liegt:
- Die Ehrungen und geschichtlichen Reliquien des FC Wimbledon müssen der Stadt Wimbledon vollständig übergeben werden, was vor allem die Nachbildung des 1988 gegen den FC Liverpool gewonnenen FA Cups einschließt.
- Die Statuten der FA müssen geändert werden, so dass es Vereinen künftig untersagt wird, die traditionelle Heimat zu verlassen, um später an anderer Stelle den Betrieb fortzusetzen (was aus dem Fall des FC Wimbledon eine einmalige Ausnahme machen würde).

## Neues Stadion
Im Februar 2005 begann der Verein mit dem Bau einer neuen Arena in Denbigh North. Der neue Komplex namens Stadium MK verbindet ein Stadion mit derzeit 22.000 Sitzplätzen (erweiterbar bei voller Bestuhlung auf maximal 32.000 Plätze durch Nutzung des Oberrangs) und die Halle Arena:mk mit 5.000 Sitzplätzen, in der aktuell die Basketball-Mannschaft Milton Keynes Lions ihre Heimspiele austrägt. Das der 4-Sterne-Spezifikation der UEFA genügende Stadion wurde im November 2007 von Elisabeth II. eingeweiht.

## Trainingsgelände
Der Verein verwendet zurzeit für seine Trainingseinheiten die öffentlichen Sporteinrichtungen im Dorf Woughton on the Green. Dort absolvieren auch die eigenen Nachwuchsmannschaften ihre Heimspiele. Zum Ende der Saison 2004/05 wurde ein neuer Kunstrasen angelegt (der The Bubble genannt wird). Außerdem möchte der Verein zukünftig den Bereich um die National Bowl umbauen, um künftig über ein hochprofessionelles Trainingsgelände verfügen zu können.

## Sportliche Entwicklung
Der Verein fand sich in der Saison 2004/05 (League One) zumeist in der Abstiegszone wieder und entließ Trainer Stuart Murdoch im November 2004 nach einer Folge von schlechten Ergebnissen. Er wurde von dem früheren Trainer von Bristol City Danny Wilson ersetzt, dessen einzige Aufgabe im Klassenerhalt bestand. Wilson konnte die Leistungen der Mannschaft vor allem bei Heimspielen stabilisieren und hatte zwischenzeitlich sechs Punkte Abstand auf einen Abstiegsplatz. Eine weitere Formkrise sorgte dann dafür, dass die Dons den Abstieg nur aufgrund einer besseren Tordifferenz vor Torquay United verhindern konnten.
Die Saison 2005/06 beendeten die Dons als 22., womit sie in die Football League Two (vierthöchste Spielklasse) absteigen mussten. Eine Spielzeit später belegten sie Platz 4 der League Two und qualifizierten sich damit für die Playoffs, scheiterten aber bereits im Halbfinale nach einem 0:0 auswärts und einer 1:2-Heimniederlage am Tabellensiebten Shrewsbury Town. In der Saison 2007/08 schaffte der Klub schließlich mit Platz 1 den Wiederaufstieg in die Football League One direkt.
2015 gelang dann der Aufstieg in die Football League Championship, aus der das Team als Vorletzter sofort wieder abstieg. 2018 stieg MK Dons in die viertklassige EFL League Two ab.

## Ligazugehörigkeit
- 2004–2006: Football League One
- 2006–2008: Football League Two
- 2008–2015: Football League One
- 2015–2016: Football League Championship
- 2016–2018: EFL League One
- 2018–2019: EFL League Two
- 2019–2023: EFL League One
- seit 2023: EFL League Two